# 西鉄小郡駅

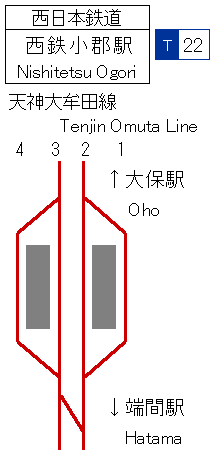
配線図

西鉄小郡駅（にしてつおごおりえき）
は、福岡県小郡市祇園一丁目にある西日本鉄道（西鉄）天神大牟田線の駅。駅番号はT22。
小郡市の中心部に位置し甘木鉄道甘木線の小郡駅との乗換駅となっている。

## 歴史
- 1924年（大正13年）4月12日：小郡駅として開業。
- 1939年（昭和14年）7月1日：九鉄小郡駅に改称届出[2]。
- 1942年（昭和17年）9月22日：西鉄小郡駅に改称。
- 1956年（昭和31年）12月1日：准急の後身のローカル急行が停車。
- 1957年（昭和32年）：駅舎を改築。
- 1959年（昭和34年）5月1日：ローカル急行を急行に格上げ、急行停車駅となる（これまでの急行は特急に格上げ）。
- 1967年（昭和42年）3月：ホーム跨線橋設置。
- 1989年（平成元年）9月22日：駅舎改築。
- 2008年（平成20年）5月18日：ICカードnimoca供用開始。
- 2010年（平成22年）：エレベーター設置
- 2017年（平成29年）2月1日：駅ナンバリングを導入[3]。
- 2024年（令和6年）9月10日[要出典]：クレジットカードなどのタッチ決済実証実験を開始[4]。

## 駅構造

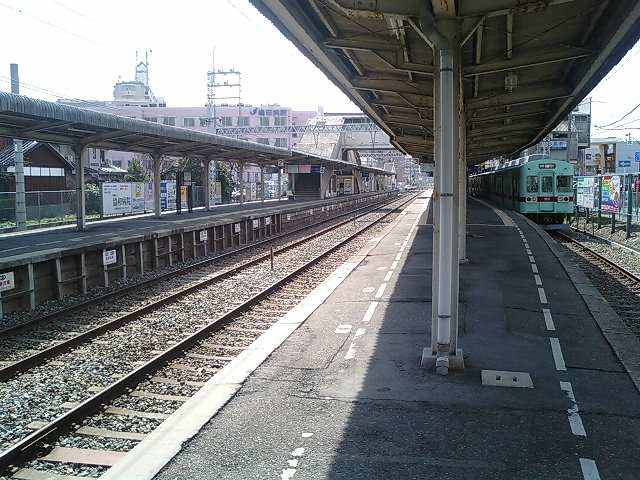
構内

島式ホーム2面4線を有する地上駅。西側に出入り口があり、ロータリーと西鉄タクシー専用駐車場がある。ホーム有効長は1・2番線は7両分、3・4番線は8両分ある。
| ホーム | 路線          | 方向 | 行先                     | 備考 |
| ------ | ------------- | ---- | ------------------------ | ---- |
| 1・2   | ■天神大牟田線 | 下り | 久留米・柳川・大牟田方面 |      |
| 3・4   | ■天神大牟田線 | 上り | 二日市・福岡（天神）方面 |      |

- 日中は当駅での折り返し列車（筑紫以北急行）が30分毎に運行されているが、久留米・大牟田方面の列車との接続はない。ただし、2021年3月13日のダイヤ改正から2024年3月15日まで平日日中のみ特急が急行に格下げされたことで、久留米・大牟田方面の列車と接続するようになった[5]。2・3番線が本線であり、待避線である1・4番線は日中を中心に使用され、急行列車と普通列車の緩急接続を行う。
- 当駅で折り返す列車はいったん大牟田方の下り本線に引き上げた後、渡り線を通って上り線に入る。
- 改札口は2階にある1ヶ所のみ。橋上駅ではないため直接駅東側へは出られない。

## 利用状況
2022年度の1日平均乗降人員は9,236人であり、西鉄の駅としては第14位である。
各年度の1日平均乗降人員は下表のとおり。
| 年度   | 1日平均 乗降人員 |
| ------ | ---------------- |
| 2000年 | 14,117           |
| 2001年 | 13,510           |
| 2002年 | 13,011           |
| 2003年 | 12,534           |
| 2004年 | 12,414           |
| 2005年 | 12,301           |
| 2006年 | 12,317           |
| 2007年 | 12,321           |
| 2008年 | 12,325           |
| 2009年 | 11,990           |
| 2010年 | 11,867           |
| 2011年 | 11,806           |
| 2012年 | 11,640           |
| 2013年 | 11,926           |
| 2014年 | 11,471           |
| 2015年 | 11,434           |
| 2016年 | 11,320           |
| 2017年 | 11,117           |
| 2018年 | 11,130           |
| 2019年 | 10,890           |
| 2020年 | 8,325            |
| 2021年 | 8,487            |
| 2022年 | 9,236            |

## 駅周辺
官公署
- 小郡警察署
  - 駅前交番

消防署
- 久留米市消防本部（久留米広域市町村圏事務組合）三井消防署

公共施設
- 小郡市役所
- 小郡市立体育館
- 小郡市文化会館
- 七夕会館

銀行
- 西日本シティ銀行小郡支店
- 福岡銀行小郡支店

医療
- 嶋田病院
- 協和病院

学校・スクール
- 小郡市立小郡小学校
- 小郡自動車学校
- ブリヂストンスイミングスクール

商業
- レガネット 小郡
- ドラッグストアコスモス 小郡店
- ドラッグストアモリ小郡店
- マックスバリュ 小郡七夕通り店
- ダイソー 小郡七夕通り店
- 西鉄タクシー小郡営業所

その他
- 小郡官衙遺跡

毎年、夏に小郡市民祭りが行われる。

## バス路線
- 西鉄バス佐賀
  - 20・30：弥生が丘駅・鳥栖プレミアム・アウトレット・JR鳥栖駅方面
- 小郡市コミュニティバス
  - 2：■端間・大原ルート - 下小郡・自衛隊前方面 / 小郡交流センター・端間駅・あすてらす・小郡市役所・文化会館方面
  - 5：■東野・美鈴が丘ルート - 西島・希みが丘・美鈴が丘・三国が丘駅前方面 / 文化会館・小郡市役所・あすてらす方面

※ロータリー東側のバス停から発車。
※約300m東側の小郡市役所前には上記路線も含め小郡市コミュニティバス全路線が発着する。

## その他
- 当駅における折り返し列車（福岡方面から）は、折り返し用の渡り線が大牟田方にある関係で、1・2番線到着後に、駅南側の国道500号を横断した先の下り本線上にある停止位置まで引き上げて、改めて上り3・4番線に入って発車していくようになっている。そのため、折り返し列車があるときは踏切が断続的にふさがれ、国道500号が渋滞する要因ともなっている。
- 2017年8月の改正以降、平日に1度だけ当駅で急行が特急の通過待ちをしている。これは西鉄では非常に少ない。

## 隣の駅
西日本鉄道
■天神大牟田線  
■特急
通過
■急行
三国が丘駅（T19） - 西鉄小郡駅（T22） - 宮の陣駅（T25）
■普通
大保駅（T21） - 西鉄小郡駅（T22） - 端間駅（T23）